# Списак бивших НБА тимова
Списак бивших тимова НБА:
- Андерсон пакерси (1949–1950)
- Балтимор булетси (оригинал) (1947–1955)
- Чикаго стагси (1946–1950)
- Кливленд ребелси (1946–1947)
- Денвер Нагетси (оригинал) (1949–1950)
- Детроит фалконси (НБА) (1946–1947)
- Индијанаполис џетси (1948–1949)
- Индијанаполис олимпијанси (1949–1953)
- Питсбург ајронмен (1946–1947)
- Шебојган редскинси (1949–1950)
- Провиденс стимролерси (1946–1949)
- Сент Луис бомберси (НБА) (1946–1950)
- Торонто хаскиси (1946–1947)
- Вашингтон капитолси (1946–1951)
- Вотерлу Хокси (1949–1950)